# Shrook Wafa
Shrook Wafa (1997) és una jugadora d'escacs egípcia que té el títol de Gran Mestre Femení des del 2013.
A la llista d'Elo de la FIDE del gener de 2016, hi tenia un Elo de 2115 punts, cosa que en feia la jugadora número 2 i número 107 absolut (en actiu) d'Egipte. El seu màxim Elo va ser de 2160 punts, a la llista del maig de 2015.

## Resultats destacats en competició
El 2013 fou Campiona de l'Àfrica que li significà obtenir el títol de Gran Mestre Femení i poder participar en el Campionat del món femení de 2015 a Sotxi, on fou eliminada a la primera ronda per Ju Wenjun.
El 2014 tornà a ser campiona de l'Àfrica.

### Participació en olimpíades d'escacs
Wafa ha participat, representant Egipte, en dues Olimpíades d'escacs en els anys 2012 i 2014, amb un resultat de (+8 =6 –7), per un 52,4% de la puntuació. El seu millor resultat el va fer a l'Olimpíada del 2014 en puntuar 8 de 11 (+7 =2 -2), amb el 72,7% de la puntuació, amb una performance de 2200.